# Хенджер
Хенджер — давньоєгипетський фараон з XIII династії.

## Життєпис

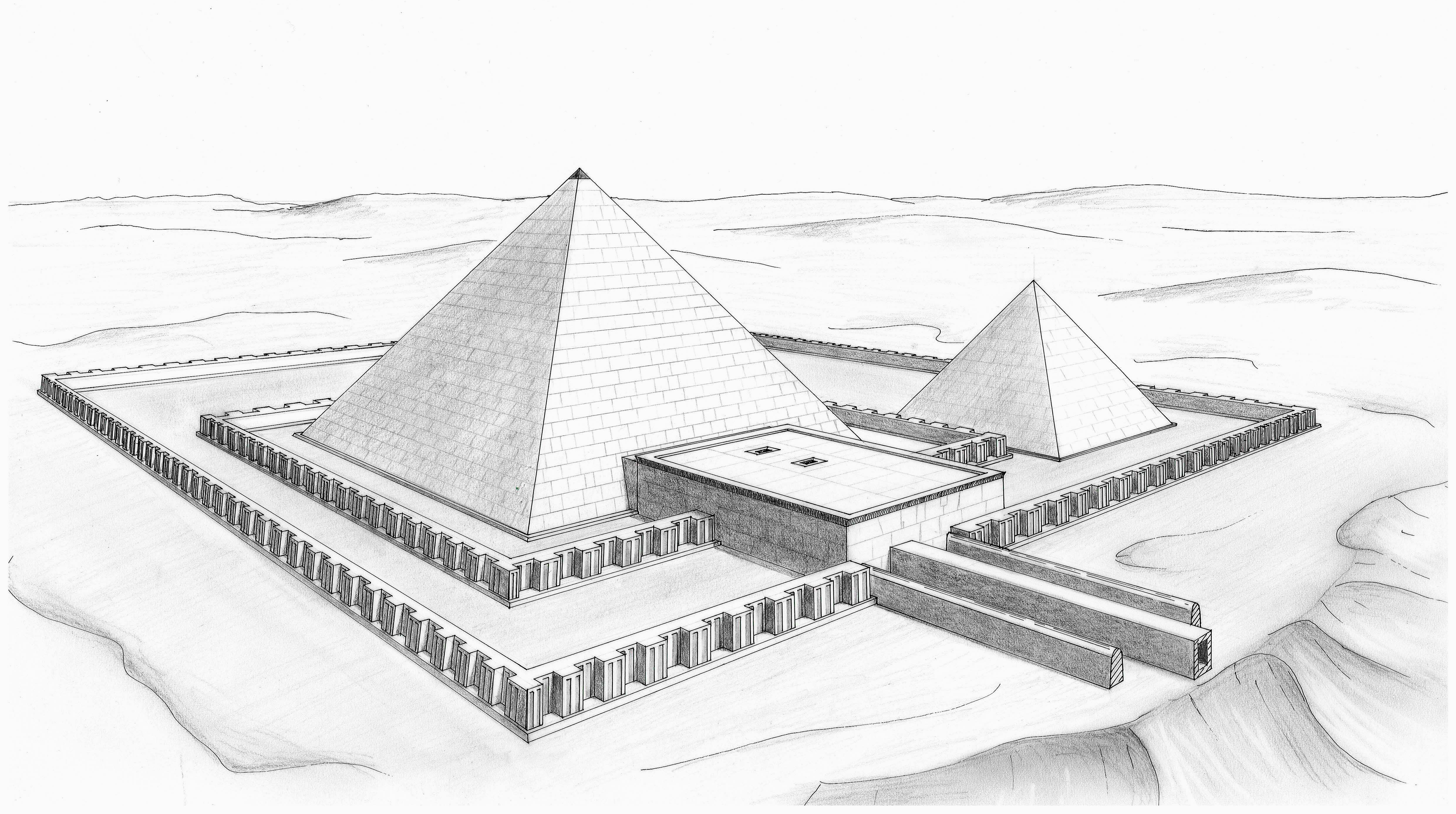
Незавершений поховальний комплекс з пірамідою Хенджера у Саккарі

Залишив по собі низку пам'ятників, найпізніші з яких датуються четвертим роком його правління.
Піраміда Хенджера у Саккарі (52,5 × 52,5 м, висота 37,4 м) була, імовірно, останньою добудованою до кінця пірамідою в Єгипті. Вона розташована між усипальницями Пепі II та Сенусерта III. Піраміда була збудована з необпаленої цегли. У північно-східному куті стояла піраміда-супутниця. Від заупокійного храму збереглось лише розкидане каміння, від дороги — тільки сліди, від нижнього храму не збереглось нічого. Археологи відкрили піраміду 1929 року, однак через недбалість під час розкопок пірамідальний комплекс постраждав ще більше. В усипальниці була знайдена статуя Хенджера й канопа з частиною імені дружини фараона (Сенеб…), поряд було виявлено пошкоджений пірамідіон з тронним іменем Усеркара.